# Фрумушика (Ясси)
Фрумушика (рум. Frumușica) — село у повіті Ясси в Румунії. Входить до складу комуни Медиржак.
Село розташоване на відстані 305 км на північ від Бухареста, 24 км на південний захід від Ясс.

## Населення
За даними перепису населення 2002 року у селі проживали 367 осіб, усі — румуни. Усі жителі села рідною мовою назвали румунську.